# Shark (televisieserie)
Shark is een Amerikaanse televisieserie van CBS. De serie werd in Nederland uitgezonden door RTL Crime en in België door VTM. Shark wordt naast in de Verenigde Staten en Nederland ook in Canada uitgezonden (op GTN), in het Verenigd Koninkrijk (op Five US met herhalingen op UKTV Gold) en in (Australië op het Seven Network). De serie ging op 21 september 2006 in première in de VS.
De hoofdrollen in Shark worden vertolkt door de Amerikaanse acteurs James Woods en Jeri Ryan. De serie gaat over een beruchte advocaat uit Los Angeles, Sebastian Stark (gespeeld door James Woods) die als openbaar aanklager aan het werk gaat. De serie wordt geregisseerd door Spike Lee, en in de VS uitgezonden op voor Amerikaanse begrippen primetime: 10 uur 's avonds.

## Geschiedenis
Het voortbestaan van Shark liep al gevaar voordat de serie was begonnen, maar James Woods zorgde ervoor door te tekenen voor de hoofdrol dat de serie door kon gaan. Zowel James Woods als Spike Lee hebben in hun carrière vooral in films gespeeld in plaats van televisieseries.
In oktober 2006 werd bekendgemaakt dat CBS de serie had verlengd tot 22 afleveringen. Na een tweede seizoen met 16 afleveringen maakte CBS bekend dat de serie Shark niet meer terugkwam.

## Rolverdeling
- Sebastian Stark: James Woods (2006-2008)
- Julie Stark: Danielle Panabaker (2006-2008)
- Raina Troy: Sophina Brown (2006-2008)
- Madeleine Poe: Sarah Carter (2006-2008)
- Martin Allende: Alexis Cruz (2006-2007)
- Casey Woodland: Samuel Page (2006-2007)
- Jessica Devlin: Jeri Ryan (2006-2008)
- Danny Reyes: Kevin Alejandro (2007-2008)
- Detective Isaac Wright: Henri Oswald Simmons Jr. (2006-2008)

## Genadeloze Manifest
Stark heeft drie regels, die hij het "Genadeloze Manifest" noemt:
- "Trial is War. Second place is death." (Een rechtszaak is een oorlog. De tweede plaats betekent de dood.)
- "Truth is relative. Pick one that works." (Waarheid is relatief. Kies er een die werkt.)
- "In a jury trial, there are only 12 opinions that matter and yours (speaking to his team) is not one of them." (Bij juryrechtspraak zijn er 12 meningen die ertoe doen en de jouwe (tegen zijn team) hoort daar niet bij.)

## Sharkinternationaal
| Land                | televisiezender                    | Première          | Uitzenddag en -tijd |
| ------------------- | ---------------------------------- | ----------------- | ------------------- |
| Verenigde Staten    | CBS                                | 21 september 2006 | Donderdag 22:00     |
| Canada              | Global Television Network          | 26 oktober 2006   | Donderdag 22:00     |
| Australië           | Seven Network                      | 2007              |                     |
| Nederland           | RTL 4                              | 30 oktober 2006   | Maandag 21:30       |
| België              | VTM                                | 12 juni 2007      | Dinsdag 22:00       |
| Verenigd Koninkrijk | Five US en UKTV Gold (herhalingen) | 2007              |                     |
| Duitsland           | VOX                                | 14 januari 2008   | Maandag 21:05       |

## Afleveringen
Zie: Lijst van afleveringen van Shark